# 祇園滝
祇園滝（ぎおんだき）は、宮崎県児湯郡木城町にある滝。

## 概要
落差78m。豪快な直瀑で、三方を蘚生した成層砂岩の断崖に囲まれ、深山幽谷の趣を呈する。

付近には、鍵掛滝(かぎかけだき、落差50m)や、椎尾滝(こじおだき、落差40m)等、他にも規模の大きな滝が複数存在する。
また、上流約1kmには権現滝(ごんげんだき、落差40m)があり、かつては祇園滝というとこの権現滝を指したという。

## アクセス
県道22号線、松尾ダム畔の中之又から、案内に従い林道を約6kmで祇園滝キャンプ場の駐車場に至る。離合は困難で、また落石も多く、通行注意。
駐車場より徒歩約10分で滝下へ至る。落ち口へと登る道もあるが、閉鎖されている(2011年3月末現在)